# Taiyou no Kiba Dagram
Fang of the Sun Dougram (яп. 太陽の牙ダグラム тайё: но киба дагураму, Клык Солнечного Даграма) — японский аниме-сериал, выпущенный студией Nippon Sunrise, транслировался по телеканалу TV Tokyo с 23 октября 1981 года по 25 марта 1983 года. Всего было выпущено 75 серий. На основе сюжета аниме выл выпущен полнометражный мультфильм 9 июля 1983 года под названием Dougram: Documentary of the Fang of the Sun

## Сюжет
Действие происходит в далёком будущем, в пустыне на колониальной планете — Дэлойер. Главные герои — партизанские бойцы, известные как «Fang of The Sun» принадлежащие к армии повстанцев. Они борются за независимость планеты, так как в результате государственного переворота, губернатор планеты стал правителем и новым абсолютным диктатором и находится под юрисдикцией Земной Федерации, внутри которой тоже идут свои политические разногласия. У «Fang of The Sun» есть мощный робот "Combat Armor" под названием "Dougram" с помощью которого главные герои становятся фактически непобедимыми. Среди повстанцев есть также сын губернатора, он же и главный герой сериала. Их главная цель — свержение диктатуры и полная независимость от Земной Федерации.
В сериале очень реалистично используются боевые мехи и машины. А также военная тактика в целом. В сериале можно также наблюдать многие политические интриги и всевозможные анти-военные послания.

## Список персонажей
Кринн Кашим — главный герой сериала. Сын губернатора Дэнон Кашима. Был когда-то на обучении чтобы стать военным пилотом. Когда его отец принял участие в государственном перевороте вместе с Полковником Вон Штейном, Кримм был ошеломлён этим поступком и встал против отца. Позже вступает в отряд партизан, чтобы свергнуть отца и восстать против Федерации.
Сэйю: Кадзухико Иноуэ
Дэйзи — возлюбленная Кринна, живёт на Земле. Она отправилась в Делойер в надежде встретится снова с ним.
Сэйю: Гара Такасима
Рокки Андор — лидер группы партизан.
Сэйю: Рёити Танака
Чико Биенто — член группы партизан, носит при себе мощный портативный лазер Big E-Gun, которая способна пробить броню "Combat Armor" с первого раза.
Сэйю: Бандзё Гинга
Кэнери Донетт — член группы партизан и любовница Рокки.
Сэйю: Эйко Ямада
Нанаши — пехотинец. Представлен, как комический персонаж в партизанской группе.
Сэйю: Кэнъити Огата
Билли — член группы партизан с бунтарским характером, ему 16 лет, но выглядит как 12-летний мальчик.
Сэйю: Юри Насива